# روان تنها

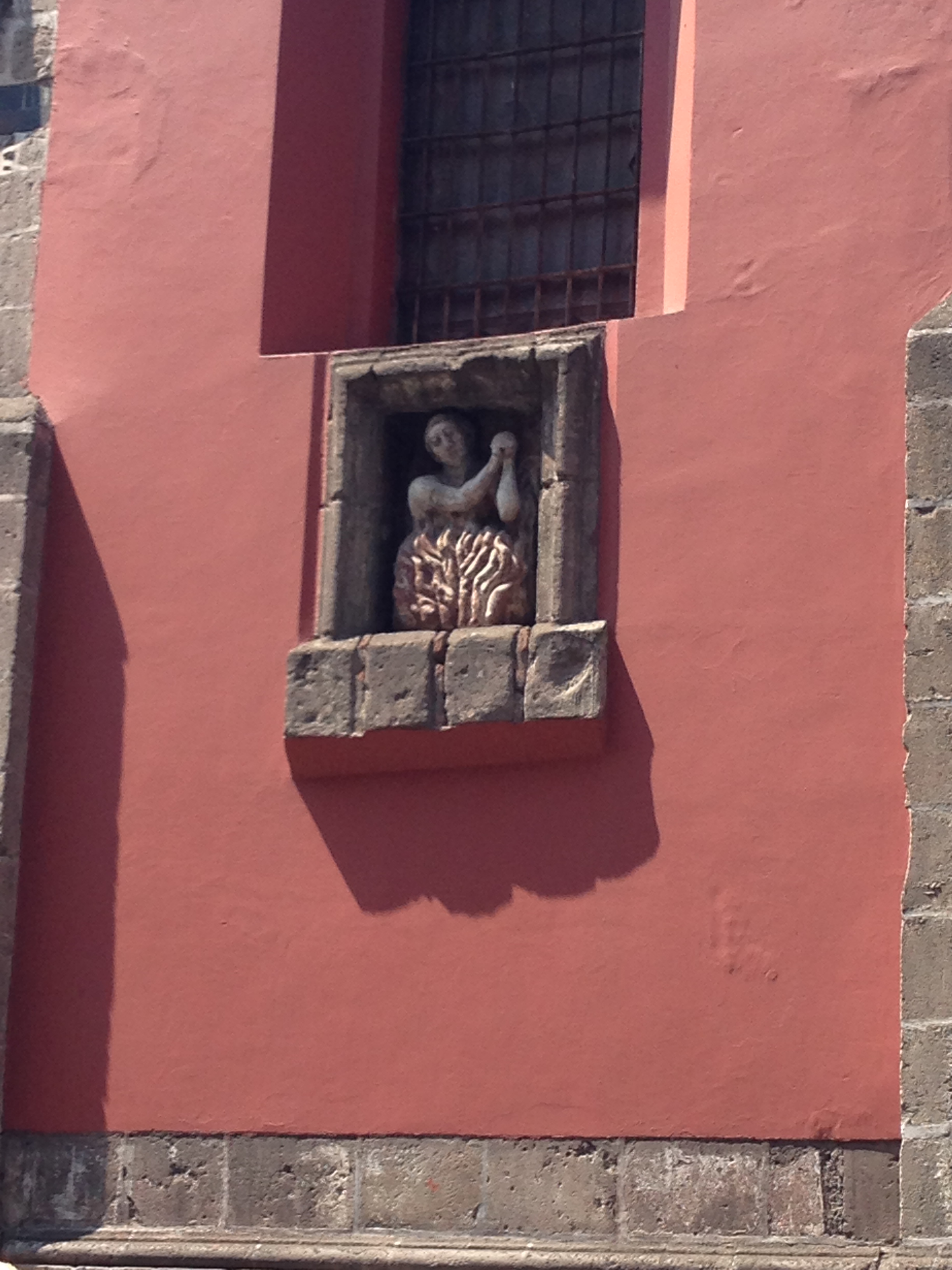
"آنیما سولا"،کلیسای جامع مکزیک

در باور سنتی (عامیانه) کاتولیک رومی، روان تنها (به لاتین: Anima Sola) به روح شخصی «گناهکار» اشاره دارد که در برزخ میان دوزخ و بهشت در انتظار داوری الهی مانده و با این‌که پشیمان است و پایش از زنجیرها باز شده، در زندانی دربسته به تنهایی باقی‌مانده و در انتظار است؛ صاحب روان تنها در این باورها، تقریباً همیشه یک زن است و در اتاقی میان میله‌های زندان و آتش دوزخ گیر افتاده است.
«روان تنها»، روح انسانی است که خدا از او روی برتافته و در تنهایی و بلاتکلیفی رنج می‌برد. این باور در آمریکای لاتین محبوبیت دارد، و همچنین بسیاری در اندلس، ناپل و پالرمو به آن باور دارند. باورمندان، دعا می‌کنند که روح بستگانی از آن‌ها که به اعتقاد آن‌ها «گناه» کرده‌اند اگر که در زندان «روان تنها» گیر افتاده‌اند به واسطه این دعاها تکلیفشان مشخص شده و آزاد شوند. برخی نیز دعا می‌کنند که «دشمنانشان» به صورت روان تنها درآمده و تا زمانی که «مستحق» نیستند از این زندان برزخی به‌در نیایند.
باورمندان به جادوی سیاه (وودوو) به زعم خود در احضار روح یک معشوقه یا شریک زندگی پیشین، روح او را در جایگاه روان تنها قرار می‌دهند تا این‌که خود او ناچار شود به شریک قبلی زندگی بازگردد.